# Saarlouis (huyện)
Saarlouis là một huyện (Kreis)ở trung độ the Saarland, Đức. Các huyện giáp ranh là: Merzig-Wadern, Sankt Wendel, Neunkirchen, Saarbrücken, và tỉnh của Pháp Moselle.
Sông chính chảy qua huyện này là sông sông Saar.

## Thị xã và đô thị
| Thị xã                              | Đô thị                                                                       |                                                                    |
| ----------------------------------- | ---------------------------------------------------------------------------- | ------------------------------------------------------------------ |
| 1. Saarlouis 2. Lebach 3. Dillingen | 1. Bous (Saar) 2. Ensdorf 3. Nalbach 4. Rehlingen-Siersburg 5. Saarwellingen | 1. Schmelz 2. Schwalbach 3. Überherrn 4. Wadgassen 5. Wallerfangen |